# Les Faubourgs de New York
Pour plus de détails, voir Fiche technique et Distribution.
Les Faubourgs de New York (titre original : The Bowery) est un film américain en noir et blanc réalisé par Raoul Walsh, sorti en 1933.

## Synopsis
À New York, à la fin du XIXe siècle. Chuck Connors règne en maître sur la rue Bowery. Il a adopté un gamin, Swipes McGurk, dont il essaie maladroitement de faire l'éducation. De plus, il est chef d'une brigade de pompiers qui fait concurrence à celle de Steve Brodie. Ce dernier et Chuck se détestent viscéralement, et Steve fait tout pour prendre la place de Chuck, qui possède la plus grande brasserie du quartier. 
Un soir, Chuck sauve des griffes de proxénètes une jeune fille, Lucy Calhoun, qu'il héberge chez lui. Swipes prend mal la chose et s'enfuit du domicile de Chuck. Peu après, Steve et Lucy se rencontrent et tombent amoureux l'un de l'autre.

## Fiche technique
- Titre original : The Bowery
- Titre français : Les Faubourgs de New York
- Réalisation : Raoul Walsh
- Scénario : Howard Estabrook et James Gleason d'après le roman Chuck Connors de Michael L. Simmons et Bessie Roth Solomon
- Musique : Alfred Newman
- Direction artistique : Richard Day
- Costumes :Peg O'Neil
- Chorégraphie : Jack Haskell (de)
- Photographie : Barney McGill
- Montage : Allen McNeil
- Producteur : Darryl F. Zanuck
- Producteurs associés : William Goetz, Raymond Griffith
- Société de production : 20th Century Pictures
- Société de distribution : United Artists
- Pays de production :  États-Unis
- Langue d'origine : anglais américain
- Format : noir et blanc — 35 mm — 1,37:1 — son : mono (Western Electric Noiseless Recording)
- Genre : comédie dramatique
- Durée : 92 minutes
- Dates de sortie :
  - États-Unis : 7 octobre 1933
  - France : 9 février 1934

## Distribution
- Wallace Beery (VF : Daniel Régnier) : Chuck Connors
- George Raft (VF : Paul Azaïs) : Steve Brodie
- Jackie Cooper : Swipes McGurk
- Fay Wray : Lucy Calhoun
- Pert Kelton : Trixie Odbray
- Herman Bing : Max Herman
- Oscar Apfel : Ivan Rummel
- Ferdinand Munier : Honest Mike
- George Walsh : John L. Sullivan
- Lillian Harmer : Carrie A. Nation

Acteurs non crédités
- Lucille Ball : une blonde
- Jimmy Conlin : un engagé
- Paulette Goddard : une blonde
- Fred Kelsey : un policier
- Charles Middleton : un policier
- Pert Kelton (VF : Simone Dauvillier) : chanteuse

## Autour du film
- C'est le premier film de la nouvelle société de production 20th Century Pictures, créée fin avril 1933 par Darryl Zanuck et Joseph Schenck[1].